# ピリッポス4世
ピリッポス4世（フィリッポス4世とも、希：Φίλιππος Δʹ、ラテン文字転記：Philippos IV、? - 紀元前297年、在位：紀元前297年）は、アンティパトロス朝のマケドニア王である。
ピリッポス4世はアンティパトロス朝の創始者カッサンドロスとアレクサンドロス3世（大王）の異母妹のテッサロニカとの子（長男）である。ピリッポスは父の死後に王位についたが、1年と経たずに病死した。王位は弟のアンティパトロス2世とアレクサンドロス5世が共同で継いだが、彼らは王位を独占すべく互いに争いを始めた。兄弟のこの争いは他のディアドコイの干渉を招き、これによってアンティパトロス朝は滅亡することになる。

## 註
1. ↑  ユスティヌス, XV. 4
2. ↑  パウサニアス, IX. 7. 3
3. ↑  ユスティヌス, XVI. 1